# Dave Barry
David "Dave" Barry (n. 3 iulie 1947, Armonk, New York, SUA) este un umorist și scriitor american, câștigător al Premiului Pulitzer.
Fiul unui preot presbitarian, Barry a studiat la "Haverford College", absolvind în 1969.
Ca fiu de preot și ca absolvent al unui institut de învățământ superior cu conexiuni quaker, Barry n-a făcut serviciul militar în timpul războiului din Vietnam înregistrându-se ca "consciensciuous objector" (persoană care refuză serviciul militar din convingere religioasă).
În 1976, Barry se căsătorește cu prima soție, Beth, cu care are un fiu, Robert, născut în 1980. A divorțat de ea în 1993. În 1996 s-a recăsătorit- cu Michelle Kaufmann, o ziaristă de la "Miami Herald", cu care are o fiică, Sophie, născută în 2000.
Actualmente cântă la chitară într-o formație de oameni celebri The Rock-Bottom Remainders împreună cu Stephen King, Amy Tan, Ridley Pearson și Mitch Albom.

## Cariera jurnalistică
În 1975, Barry se alătură firmei Burger Associates, unde predă scriere eficientă oamenilor de afaceri. Cam tot pe atunci a început să scrie articole de interes general pentru gazeta "Daily Local News" din West Chester, Pennsylvania.
În 1981, scriind ca invitat o serie de foiletoane umoristice pentru ziarul "Philadelphia Inquirer", a intrat în atenția lui Gene Weingarten, redactorul-șef al revistei de duminică "Tropic", publicată de ziarul "Miami Harald", din Miami, Florida.
În 1983, Weingarten l-a angajat pe Barry ca columnist umoristic, iar în 1988 a căștigat Premiul Pulitzer pentru comantariu, "pentru folosirea consistentă și efectivă a umorului ca unealtă în prezentarea de opinii noi în probleme serioase."
Concernul CBS a transmis din 1993-1997 o comedie de situații, "Dave's World" (Lumea lui Dave) bazată pe cărțile lui Dave Barry Turns 40 and Dave Barry's Greatest Hits

## Opere

### Filme
- Big Trouble (2002)
- Dave Barry's Complete Guide to Guys (2005)

### Ficțiune
- Big Trouble  (1999)
- Tricky Business (2002)
- Peter and the Starcatchers  (2004, cu Ridley Pearson) ISBN 0-7868-3790-X
- Peter and the Shadow Thieves (2006, cu Ridley Pearson) ISBN 0-7868-3787-X
- Peter and the Secret of Rundoon (2007, cu Ridley Pearson) ISBN 0-7868-3788-8
- Escape From the Carnivale (2006, cu Ridley Pearson) ISBN 0-7868-3789-6
- The Shepherd, the Angel, and Walter the Christmas Miracle Dog (2006)
- Cave of the Dark Wind (2007, cu Ridley Pearson) ISBN 0-7868-3790-X

### Non-ficțiune
- The Taming of the Screw (1983)
- Babies and Other Hazards of Sex: How to Make a Tiny Person in Only 9 Months With Tools You Probably Have Around the Home (1984)
- Stay Fit and Healthy Until You're Dead (1985)
- Claw Your Way to the Top: How to Become the Head of a Major Corporation in Roughly a Week (1986)
- Dave Barry's Guide to Marriage and/or Sex (1987)
- Homes and Other Black Holes (1988)
- Dave Barry Slept Here: A Sort of History of the United States (1989)
- Dave Barry Turns 40 (1990)
- Dave Barry's Only Travel Guide You'll Ever Need (1991)
- Dave Barry's Guide to Life(1991) include Dave Barry's Guide to Marriage and/or Sex, Babies and Other Hazards of Sex, The Taming of the Screw și Claw Your Way to the Top
- Dave Barry Does Japan (1992)
- Dave Barry's Gift Guide to End All Gift Guides (1994)
- Dave Barry's Complete Guide to Guys (1996)
- Dave Barry in Cyberspace (1996)
- Dave Barry's Book of Bad Songs (1997)
- Dave Barry Turns 50 (1998)
- Dave Barry Hits Below the Beltway: A Vicious and Unprovoked Attack on Our Most Cherished Political Institutions (2001)
- "My Teenage Son's Goal in Life is to Make Me Feel 3,500 Years Old" and Other Thoughts On Parenting From Dave Barry (2001)
- "The Greatest Invention In The History Of Mankind Is Beer" And Other Manly Insights From Dave Barry (2001)
- Dave Barry's Money Secrets (2006)
- Dave Barry on Dads (2007)
- Dave Barry's History of the Millennium (So Far) (2007)
- I'll Mature When I'm Dead (2010)

### Colecții de articole
- Dave Barry's Bad Habits: A 100% Fact-Free Book (1987)
- Dave Barry's Greatest Hits (1988)
- Dave Barry Talks Back (1991)
- The World According to Dave Barry (1994) includes Dave Barry Talks Back and Dave Barry's Greatest Hits
- Dave Barry is NOT Making This Up (1995)
- Dave Barry Is from Mars and Venus]] (1997)
- Dave Barry Is Not Taking This Sitting Down (2000)
- Boogers Are My Beat|Dave Barry: Boogers Are My Beat (2003)

### Colaborări
- Mid-Life Confidential: The Rock Bottom Remainders Tour America With Three Chords and an Attitude (1994) cu Stephen King]], Kathi Kamen Goldmark, Al Kooper, Ridley Pearson, Roy Blount, Jr., Joel Selvin, Amy Tan, Dave Marsh, Tad Bartimus, Matt Groening, Greil Marcus, Tabitha King, Barbara Kingsolver, Michael Dorris
- Naked Came the Manatee (1998) with Carl Hiaasen, Elmore Leonard, James W. Hall, Edna Buchanan, Les Standiford, Paul Levine, Brian Antoni, Tananarive Due, John Dufresne, Vicki Hendricks, Carolina Hospital, Evelyn Mayerson

### Înregistrări radio
- A Totally Random Evening With Dave Barry (1992)